# 알루에
알루에(스페인어: Alhué)는 칠레 산티아고 수도주 멜리피야 현의 코무나이다.